# Ingooigem
Ingooigem é uma vila e deelgemeente pertencente ao município belga de Anzegem, província de Flandres Ocidental. Em 31 de Dezembro de 2005, tinha 2.276 habitantes, nos seus 8,38 km². A vila possui a igreja de Santo António.

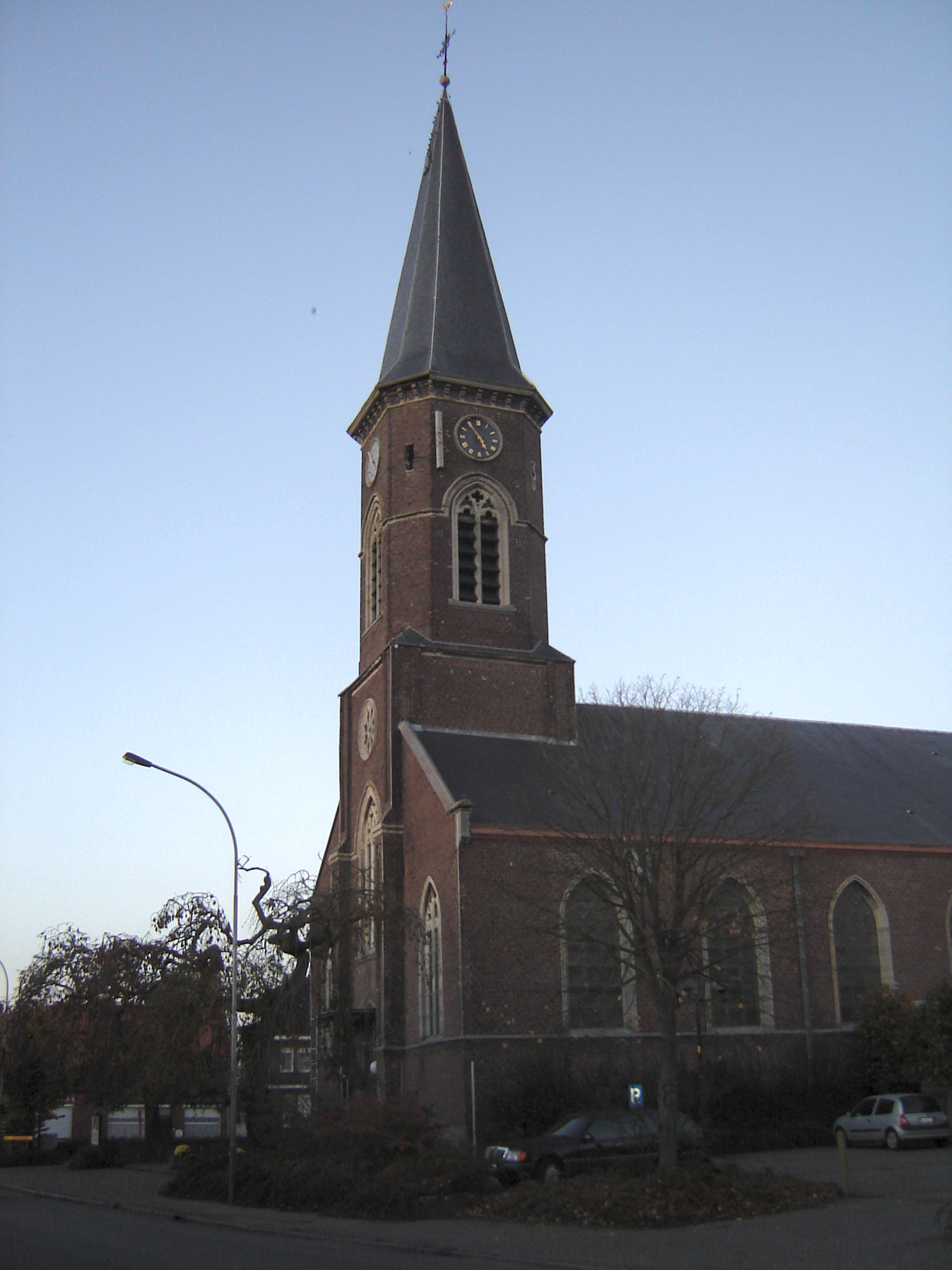
Igreja de Santo António, em Ingooigem.